# Чемпионат мира по шорт-треку 1988
Чемпионат мира по шорт-треку 1988 года проходил с 9 по 11 февраля в Сент-Луисе (США).

## Общий медальный зачёт
| Место         | Страна           | Золото | Серебро | Бронза | Всего |
| ------------- | ---------------- | ------ | ------- | ------ | ----- |
| 1             | Канада           | 4      | 1       | 2      | 7     |
| 2             | Нидерланды       | 3      | 4       | 2      | 9     |
| 3             | Япония           | 2      | 4       | 2      | 8     |
| 4             | Италия           | 1      | 0       | 1      | 2     |
| 5             | США              | 0      | 1       | 0      | 1     |
| 6-8           | Республика Корея | 0      | 0       | 1      | 1     |
| 6-8           | Китай            | 0      | 0       | 1      | 1     |
| 6-8           | Великобритания   | 0      | 0       | 1      | 1     |
| Всего медалей | Всего медалей    | 10     | 10      | 10     | 30    |

## Медалисты

### Мужчины
| Дисциплина | Золото                                                                                    | Серебро                                                                                      | Бронза                                                                 |
| ---------- | ----------------------------------------------------------------------------------------- | -------------------------------------------------------------------------------------------- | ---------------------------------------------------------------------- |
| Многоборье | Петер ван дер Велде Нидерланды                                                            | Ричард Суйтен Нидерланды                                                                     | Тацуёси Исихара Япония                                                 |
| 500 м      | Ричард Суйтен Нидерланды                                                                  | Эндрю Гейбл США                                                                              | Уилф О'Рейли Великобритания                                            |
| 1000 м     | Петер ван дер Велде Нидерланды                                                            | Цутому Кавасаки Япония                                                                       | Жако Мос Нидерланды                                                    |
| 1500 м     | Тацуёси Исихара Япония                                                                    | Петер ван дер Велде Нидерланды                                                               | Чарльз Велдховен Нидерланды                                            |
| 3000 м     | Ричард Суйтен Нидерланды                                                                  | Петер ван дер Велде Нидерланды                                                               | Тацуёси Исихара Япония                                                 |
| Эстафета   | Италия · Орацио Фагоне · Хуго Херрнхоф · Микеле Рубино · Роберто Перетти · Энрико Перетти | Нидерланды · Чарльз Велдховен · Петер ван дер Велде · Жако Мос · Йерун Оттер · Ричард Суйтен | Республика Корея · Ким Ги Хун · Ли Джун Хо · Мо Джи Су · Квон Ён Чхоль |

### Женщины
| Дисциплина | Золото                                                                           | Серебро                                                                             | Бронза                                                              |
| ---------- | -------------------------------------------------------------------------------- | ----------------------------------------------------------------------------------- | ------------------------------------------------------------------- |
| Многоборье | Сильви Дэгль Канада                                                              | Юмико Ямада Япония                                                                  | Эйко Сисии Япония                                                   |
| 500 м      | Юмико Ямада Япония                                                               | Сильви Дэгль Канада                                                                 | Кристина Шиолла Италия                                              |
| 1000 м     | Сильви Дэгль Канада                                                              | Моник Велзебур Нидерланды                                                           | Иден Донателли Канада                                               |
| 1500 м     | Сильви Дэгль Канада                                                              | Эйко Сисии Япония                                                                   | Иден Донателли Канада                                               |
| 3000 м     | Сильви Дэгль Канада                                                              | Эйко Сисии Япония                                                                   | Юмико Ямада Япония                                                  |
| Эстафета   | Канада · Натали Ламбер · Иден Донателли · Сильви Дэгль · Сьюзан Ош · Мариз Перро | Япония · Хироми Такеути · Эйко Сисии · Марико Киносита · Нобуко Ямада · Юмико Ямада | Китай · Ли Янь · Чжан Яньмэй · Ли Цзиньянь · Чжэн Чуньян · Цяо Цзян |